# 特里布施湖
52°20′43″N 13°48′15″E / 52.3454°N 13.80413°E

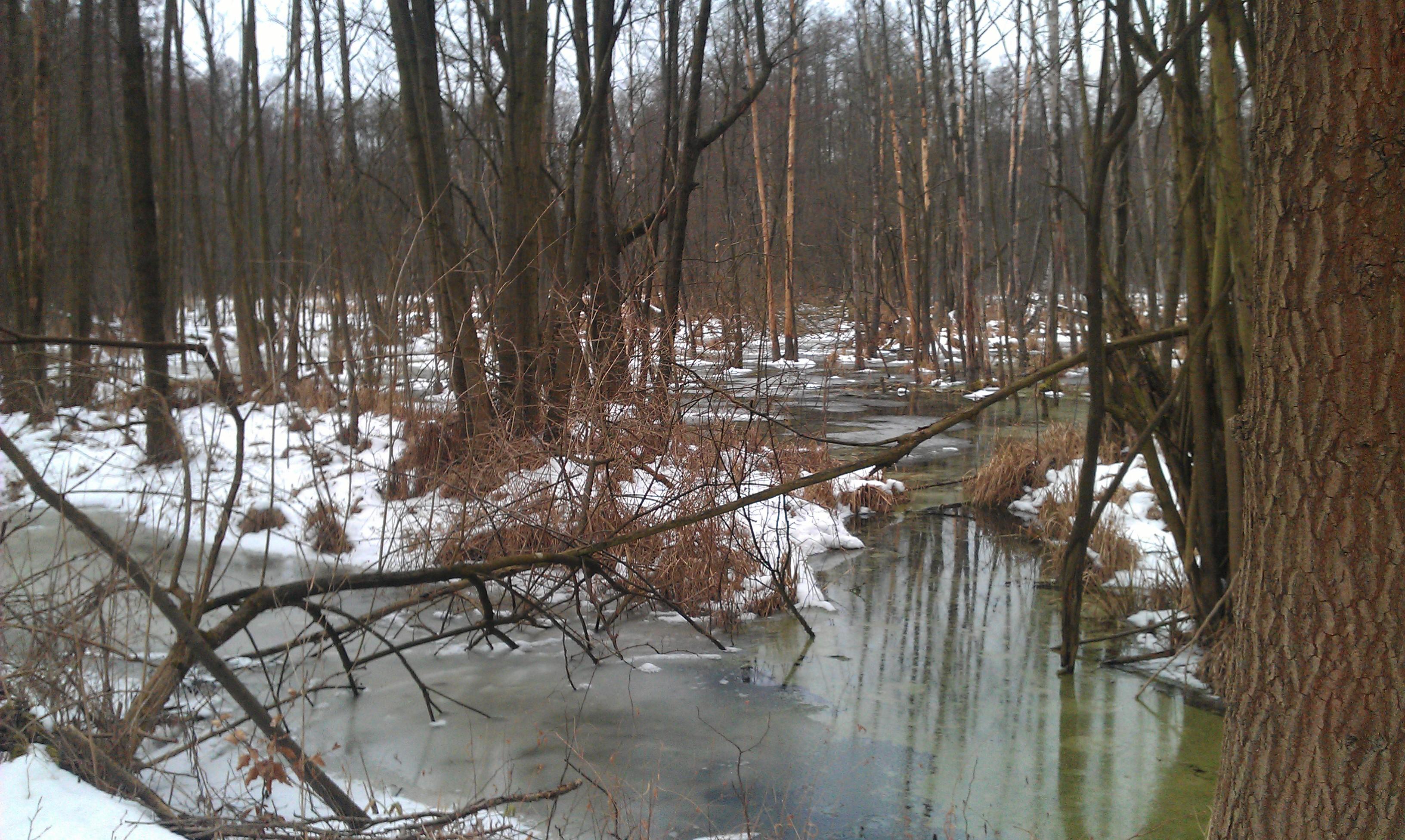

特里布施湖（德語：Triebschsee），是德國的湖泊，位於該國西南部，由勃蘭登堡州負責管轄，處於奧得-施普雷縣，該湖泊長0.4公里、寬0.3公里，面積0.02平方公里。